# Martí Vergés
Martí Vergés Massa (Vidreres, Gerona,  8 de marzo de 1934-17 de febrero de 2021) fue un futbolista español que jugó en el Fútbol Club Barcelona y en la Selección de fútbol de España, participando en la Copa Mundial de Fútbol de 1962 en Chile.

## Trayectoria deportiva
Vergés militó dos temporadas en el equipo de Vidreres, en el Barcelona Aficionados, en el España Industrial (con el que alcanzó el ascenso a primera división) y en el FC Barcelona de 1956 a 1966, equipo en el que disputó 372 partidos, marcó 43 goles y ganó 8 títulos.

## Palmarés
| Título         | Club                  | Año  |
| -------------- | --------------------- | ---- |
| Copa de España | Fútbol Club Barcelona | 1957 |
| Copa de Ferias | Fútbol Club Barcelona | 1958 |
| Liga           | Fútbol Club Barcelona | 1959 |
| Copa de España | Fútbol Club Barcelona | 1959 |
| Copa de Ferias | Fútbol Club Barcelona | 1960 |
| Liga           | Fútbol Club Barcelona | 1960 |
| Copa de España | Fútbol Club Barcelona | 1963 |
| Copa de Ferias | Fútbol Club Barcelona | 1966 |